# Heurelho da Silva Gomes
Heurelho da Silva Gomes (João Pinheiro, MG, 15 de febrero de 1981) es un exfutbolista brasileño que jugaba de portero.

## Selección nacional
Fue internacional con la selección nacional de fútbol de Brasil en 11 ocasiones.

### Participaciones en fases finales
| Copa                           | Sede           | Resultado        |
| ------------------------------ | -------------- | ---------------- |
| Copa Oro 2003                  | Estados Unidos | Subcampeón       |
| Copa Confederaciones 2005      | Brasil         | Campeón          |
| Copa Confederaciones 2009      | Brasil         | Campeón          |
| Copa Mundial de Fútbol de 2010 | Sudáfrica      | Cuartos de final |

## Clubes
| Club                     | País         | Año       |
| ------------------------ | ------------ | --------- |
| Cruzeiro E. C.           | Brasil       | 2002-2004 |
| PSV Eindhoven            | Países Bajos | 2004-2008 |
| Tottenham Hotspur F. C.  | Inglaterra   | 2008-2014 |
| 1899 Hoffenheim (cedido) | Alemania     | 2013      |
| Watford F. C.            | Inglaterra   | 2014-2020 |

## Palmarés

### Títulos nacionales
| Título                   | Club           | País         | Año  |
| ------------------------ | -------------- | ------------ | ---- |
| Copa de Brasil           | Cruzeiro E. C. | Brasil       | 2003 |
| Campeonato Brasileño     | Cruzeiro E. C. | Brasil       | 2003 |
| Copa de los Países Bajos | PSV Eindhoven  | Países Bajos | 2005 |
| Eredivisie               | PSV Eindhoven  | Países Bajos | 2005 |
| Eredivisie               | PSV Eindhoven  | Países Bajos | 2006 |
| Eredivisie               | PSV Eindhoven  | Países Bajos | 2007 |
| Eredivisie               | PSV Eindhoven  | Países Bajos | 2008 |

### Copas internacionales
| Título                    | Club (*)            | País      | Año  |
| ------------------------- | ------------------- | --------- | ---- |
| Copa FIFA Confederaciones | Selección de Brasil | Alemania  | 2005 |
| Copa FIFA Confederaciones | Selección de Brasil | Sudáfrica | 2009 |

(*) Incluyendo la selección.